# 希望の環（WA）/月食 〜winter moon〜
「希望の環（WA）/月食 〜winter moon〜」（きぼうのわ/げっしょく 〜ウィンター ムーン〜）は、日本のシンガーソングライター・miwaの15枚目のシングル。2014年11月12日にSony Music Recordsから発売された。

## 解説
2014年3枚目のシングルであり、「Faraway/Kiss you」に続くメジャー2枚目の両A面シングルである。
「希望の環（WA）」は、2014年8月30日 - 31日にパリのシャン・ド・マルス公園で開催されたOECD東北スクール主催イベント「東北復興祭＜環 WA＞in Paris」テーマソングとして書き下ろされた楽曲である。miwaがOECD東北スクールに参加する中高生からのオファーを受け、手紙やメッセージのやり取りを行いながら完成させた。「OECD東北スクールの子供たちの思いが詰まっていて、その子たちが歌うものとして、その子たちの曲になったらいいと言う代弁者としての思いで書きあげた」という。ビデオクリップは、miwaと学生たちの対面から曲制作、パリのイベントでの披露までを記録したドキュメンタリーとなっている。
「月食 〜winter moon〜」は、TBS系テレビドラマ『ママとパパが生きる理由。』主題歌。同ドラマのプロデューサーがmiwaのデモ音源を耳にしたのがきっかけで、ドラマ主題歌への起用をオファー。これを受けてmiwaが原作や台本を読み、“「命と家族」の大切さを感じる曲を”というリクエストに添う形で曲を書き下ろした。曲名は製作中の2014年10月8日に各地で観測された皆既月食にインスピレーションを受けて付けられたもので、愛する人への思いを月食になぞらえた楽曲となっている。
シングルCDは初回生産限定盤と通常盤の2種類がリリース。初回生産限定盤には、「希望の環（WA）」完成までの過程を記録したドキュメンタリー映像などが収録されたDVDが付属する。

## 収録曲
| 全作詞・作曲: miwa。 |                                         |      |            |                 |      |
| #                    | タイトル                                | 作詞 | 作曲・編曲 | 編曲            | 時間 |
| 1.                   | 「希望の環（WA）」                      | miwa | miwa       | AKIHISA MATZURA | 4:48 |
| 2.                   | 「月食 〜winter moon〜」                | miwa | miwa       | NAOKI-T         | 4:55 |
| 3.                   | 「希望の環（WA） <instrumental>」       | miwa | miwa       |                 | 4:33 |
| 4.                   | 「月食 〜winter moon〜 <instrumental>」 | miwa | miwa       |                 | 4:52 |

※タイアップはmiwa#タイアップ一覧参照。

### DVD（初回生産限定盤のみ）
1. ドキュメント：希望の環（WA）〜東北復幸祭＜環WA＞ in PARIS〜
2. 2014年9月14日東京国際フォーラム・ホールA "史上最大のショーパブ祭り"より〜miwaライブダイジェスト - 「サヨナラ feat.MC.waka」も収録[11]

## 収録アルバム
- ONENESS (#1, #2)